# Aadam Ismaeel Khamis
Aadam Ismaeel Khamis, född 12 februari 1989, är en friidrottare från Bahrain. Han deltog vid olympiska sommarspelen 2008.